# Vyeyra
Vyeyra é uma grafia histórica portuguesa para o termo português Vieira, que em português e galego representa o molusco Vieira (nome cientifico Pecten maximus) da família Pectinidae. O nome do lugar Vieira ainda hoje em uso deriva do termo, que por sua vez é a fonte do hoje conhecido apelido português Vieira.
De acordo com os conhecimentos actuais, a utilização do termo pode ser rastreada até ao início do século XIII no noroeste de Portugal. Acredita-se que o termo tenha se originado como um nome independentemente em lugares diferentes (por exemplo, Vieira do Minho e Vieira de Leiria). Como nome de família, o termo é encontrado pela primeira vez no noroeste de Portugal na província do Minho na época dos reis D. Afonso II e D. Sancho II de Portugal por volta de 1220 dC. A grafia histórica Vyeyra é encontrada pelo menos até o final da Idade Média em meados do século XVI.
O alfabeto português moderno basicamente não conhece a letra Y ao lado do K e W, apenas as 23 letras do alfabeto latino A, B, C, D, E, F, G, H, I, J, L, M, N, O, P, Q, R, S, T, U, V, X e Z). As letras K, W e Y ainda são usadas em nomes, no entanto.

Pelo menos até o final da Idade Média, o uso da letra Y (y) era comum na língua escrita portuguesa, e.g. B. o seguinte texto do século 16 ilustra:
"... toda junta a quinze dyas de aguosto hou se o tempo que lhe pareçese bem he menos pryguo se espera se lhe fezese faroll da sua naao he pelo pomto do seu pyloto vyese demandar guoa he ele com hos guoleons que fiquavam hatravesase a jmdea pare- ceu a todos bem he cheguado a naao do fejtor perto do gualeom do gouernador foy hele la em hũ esquyfe a quem deu ho Regymento da maneyra que comprya mais a servyço d ell rej noso senhor he alem deste mandado ha que as fustas provese dese fresquo ho mais que lhe fose necesaryo a quall despedyo de sy ho mesmo dya ja noyte he sy a nau de jorge vyeyra merquador em que levaram consyguo da jmdea quareguada de manty- mentos ha armada com lycença ha hurmuz he hũs na vollta da serra he outros na vollta do mar desapareçerom ..."
No que se refere ao termo Vieira, a grafia com a letra I (i) geralmente também tem prevalecido para os nomes. No entanto, o termo ainda é encontrado hoje usando a letra Y (y) em nomes como Vieyra e Vyeyra.